# Monopsyllus forficus
Monopsyllus forficus är en loppart som beskrevs av Cai Liyun et Wu Wenching 1987. Monopsyllus forficus ingår i släktet Monopsyllus och familjen fågelloppor. Inga underarter finns listade i Catalogue of Life.